# 多好茂
多 好茂（おお の よしもち）は、平安時代中期の舞人、貴族。

## 略歴
雅楽の舞人を輩出する多氏の出身。所々の儀礼や宴席などで舞人を務め、優秀な舞人として知られた。長年一者を務め、村上天皇の頃、伝来が絶えていた蘇志摩利を舞うよう命じられ、改作復興している。永祚元年（989年）職務に怠慢があったとして武官12名が解任させられており、この時好茂も右近衛将曹を解任させられているが、程なく大赦を被っている。正暦3年（992年）には清涼殿で大友兼時・秦身高とともに舞人務めたが、いずれの舞も優れていたため異例ではあったが三名同時任官の栄誉に服した。この時、好茂は左兵衛尉に任じられている。
貴族子弟の舞の指南もしばしば務め、『蜻蛉日記』には天禄元年（970年）当時16歳だった藤原道綱に舞の指南をした時の様子が描かれている。長保3年（1001年）土御門殿で藤原詮子の四十賀が行われた際には、童舞として当時9歳の藤原頼宗が「納曽利」を舞った。頼宗の舞は人々の感心を買い、行幸していた一条天皇は頼宗の舞の師を務めた好茂の功を賞し、好茂を叙爵せしめた。
寛弘7年（1010年）敦康親王元服の儀において舞人を務め、その功によって右衛門権少尉に移る。長和4年（1015年）82歳で没。

## 官歴
- 天延2年（974年）11月11日：見右衛門府生[11]
- 寛和元年（985年）3月30日：見右近衛将曹[12]
- 永祚元年（989年）6月12日：解右近衛将曹、6月22日：複右近衛将曹[5]
- 正暦3年（992年）10月26日：見右衛門府生、任左兵衛尉[6]
- 寛弘2年（1005年）3月6日：見右兵衛尉[13]
- 寛弘7年（1010年）閏7月17日：任右衛門権少尉[10]